# C-Stoff
C-Stoff («Sustancia C» en alemán) era un reductor usado en cohetes de combustible líquido bipropelentes, como propio combustible, desarrollado por la Hellmuth Walter Kommanditgesellschaft en Alemania durante la Segunda Guerra Mundial. Fue desarrollado para ser usado con el oxidante T-Stoff, ya que son propergoles hipergólicos.
| Metanol              | CH3OH       | ~57% por peso |
| Hidrato de hidrazina | N2H4 . H2O  | ~30% por peso |
| Agua                 | H2O         | ~13% por peso |
| Catalizador 431      | K3[Cu(CN)4] |               |

Las proporciones de los componentes del C-Stoff fueron desarrollados para catalizar la descomposición del T-Stoff, provocando la combustión con el oxígeno liberado por la descomposición, y manteniendo una combustión uniforme por medio de una cantidad suficiente de la hidracina altamente reactiva. Usado como combustible de cohete, la combinación del C-Stoff con el oxidante T-Stoff, resultaba en una explosión espontánea, por lo que era necesitaba una estricta higiene en las operaciones de manipulación; hubo numerosas explosiones catastróficas en al avión cohete Messerschmitt Me 163 que empleaba este sistema de combustibles. Otro peligro era la toxicidad en humanos de cada uno de los propelentes.

## C-fuel
Después de la guerra, los Aliados continuaron estudiando el propelente con motores como el Armstrong Siddeley Beta, bajo el nombre de C-fuel.